# Acanthonus armatus
Acanthonus armatus ist eine Fischart aus der Ordnung der Eingeweidefischartigen (Ophidiiformes), die weltweit in tropischen und subtropischen Meeren zwischen 36° Nord und 23° Süd in Tiefen von etwa 1150 bis 4400 Metern vorkommt. Die Art wurde bisher unter anderem an der Carlsberg Ridge (6° 22′ N, 60° 12′ O) im nordwestlichen Indischen Ozean, im südlichen Indischen Ozean, südlich von Indien, bei Neuguinea und den Philippinen, im Golf von Mexiko, in der Karibik, im Golf von Panama und an der Küste Westafrikas nachgewiesen.

## Merkmale
Die Fische werden maximal 37,5 cm lang und haben die typische kaulquappenartige Gestalt der meisten Bartmännchen mit einem großen, breiten Kopf, einem seitlich abgeflachten kurzen Körper und einem sich zunehmend verjüngenden, am Ende spitz zulaufenden Schwanz. Am Ende der Schnauze befindet sich ein auffälliger zweispitziger Stachel. Das Maul ist tief und breit. In Ober- und Unterkiefer sowie im Gaumen haben die Fische in Reihen angeordnete, bürstenartige Zähne. Auf dem Kiemendeckel liegen auffällige lange Stacheln, die nach hinten über das Kopfende hinausreichen. Weitere Stacheln befinden sich am unteren Winkel des Präoperculums. Die kleinen Augen liegen näher zur Schnauzenspitze als zum Hinterrand des Kiemendeckels. Der vordere Kiemenbogen trägt 16 bis 22 steife und blattförmige Kiemenrechen. Eine Kinnbartel ist nicht vorhanden. Die Schädelknochen sind weich. Unter allen daraufhin untersuchten Echten Knochenfischen (Teleostei) hat Acanthonus armatus das kleinste Gehirn relativ zur Körpergröße. Die Brustflossen werden von 16 bis 19 Flossenstrahlen gestützt. Die Bauchflossen stehen dicht zusammen und sind zu je zwei filamentösen Flossenstrahlen reduziert. Eine Schwanzflosse fehlt. Die Schuppen von Acanthonus armatus sind extrem klein.

## Lebensweise
Acanthonus armatus lebt pelagisch im Bathyal und im Abyssal in der Nähe des Meeresbodens. Die Art ist recht häufig und vermehrt sich ovipar. Die ovalen, frei im Wasser schwebenden Eier sind zusammen in einer gelatinösen Masse eingebettet.